# Загинайченко, Светлана Юрьевна
Светлана Юрьевна Загинайченко (укр. Світлана Юріївна Загінайченко; 10 августа 1957, Киев — 23 ноября 2015, Днепропетровск) — доктор физико-математических наук, внесшая вклад в развитие физики конденсированного состояния вещества.

## Биография
Родилась 10 августа 1957. С 1964 по 1993 год проживала в Днепропетровске. В 1964 г. поступила в Специализированную среднюю школу № 9 с углубленным изучением английского языка (4 предмета изучала на английском языке), в которой училась до 1973 года. В 1974 г. окончила среднее образование в школе № 19, с отличием сдав все выпускные экзамены.
Окончила с красным дипломом Днепропетровский государственный университет по специальности «физика» (1974—1979). В 1979—1982 училась в аспирантуре Днепропетровского металлургического института имени Л. И. Брежнева. В результате десятилетней работы младшим научным сотрудником в Днепропетровском металлургическом институте получила звание доцента в 1992 году.
В 1984 году защитила кандидатскую диссертационную работу на тему «Растворимость, магнетизм и перераспределение атомов упорядочивающихся сплавов гексагональных структур» во Львовском государственном университете. Профессор Ярослав Йосифович Дутчак высоко оценил результаты диссертационной работы. За трехдневное пребывания во Львове не только защитила диссертацию, но и подготовила весь пакет документов для их отправки в Высшую аттестационную комиссию (ВАК), за что её называли во Львове «Моторна дівка». По кандидатской диссертационной работе во всесоюзных и международных журналах было опубликовано 20 научных работ. Результаты исследований были апробированы на конференциях, конгрессах, симпозиумах, школах-семинарах, совещаниях в Днепре, Ашхабаде, Красноярске, Иркутске, Свердловске, Львове, Донецке, Киеве, Ивано-Франковске и Питтсбурге (США). С 1983 года по 1993 год работала в Днепропетровском металлургическом институте имени Л. И. Брежнева.
В 1993 году в Киеве прошла по конкурсу на должность старшего научного сотрудника в ИПМ НАНУ. Там возглавила научно-теоретическую группу «Физико-математические методы исследования свойств твердых тел». За значительные достижения в области научных исследований отмечена грамотой, подписанной Академиком В. В. Скороходом. После получения звания старшего научного сотрудника работала заместителем заведующего отдела «Водородного материаловедения и химии углеродных наноструктур» № 67 в ИПМ НАН Украины. Руководитель отдела № 67 в ИПМ НАНУ Щур Дмитрий Викторович был единомышленником во всех её научных и творческих работах. Ими был выпущен ряд совместных научных исследовательских работ и монографий. Защитив докторскую диссертацию, Загинайченко стала ведущим научным сотрудником отдела № 67 ИПМ НАН Украины. В 1994 была назначена на должность заместителя директора института водородной и солнечной энергетики (IHSE). Материалы диссертационной докторской работы докладывались и обсуждались на 64-х конференциях, симпозиумах, конгрессах, совещаниях в 23-х странах, в том числе в США, Канаде, Франции, Италии, Германии, Австралии, Японии, Норвегии, Греции, Корее, Китае, Латвии, Таджикистане, России, Турции. Польше, и др. Защита диссертационной работы проходила в Институте металлофизики им. Г. В. Курдюмова Национальной академии наук Украины в 2004 году.
Загинайченко имела ряд воспитанников ещё в Днепропетровском металлургическом институте. В один день в 2014 году братья близнецы Анатолий и Александр Золотаренко под руководством Загинайченко защитили диссертации кандидатов химических наук, продолжая следовать по её научно-исследовательскому пути. Все это было отражено в местной Киевской Газете «Вечерний Киев» в статье «По спирали науки». Уже с 2001 года Золотаренко помогали в научных исследованиях Загинайченко.
Загинайченко погибла 23 ноября 2015 года во втором часу ночи на 59-м году жизни в Днепропетровске.

## Научные интересы
Уже со студенческих лет увлекалась научными исследованиями с трудоемкими расчетами на базе молекулярно-кинетических представлений, изучая физические свойства кристаллов. Профессор, доктор физико-математических наук Геннадий Михайлович Воробьев, в будущем её научный руководитель, сразу предложил ей решить задачку по определению равновесной структуры поверхности кристалла, с чем Загинайченко справилась. После этого продолжала решать ряд задач по определению поверхностной энергии для различных кристаллов гексагональных и кубических структур с учетом анизотропии и корреляции, установила их температурную и концентрационную зависимости. Подобные объёмы научно исследовательских работ позволили выпустить монографию и дополнить докторскую диссертационную работу. Основная область научных интересов Загинайченко — разработка статистических термодинамических теорий атомного упорядочения и физических свойств сплавов различных структур. Тематические подходы к исследованиям Загинайченко проводились в рамках школы академика Адриана Анатольевича Смирнова, разрабатывалась статистическая теория фазовых превращений в твердых телах, изучались их механические, молекулярные, тепловые, электрические, магнитные, дипольные, эластические и многие другие свойства. Проводилось сравнение результатов теоретических расчетов с литературными экспериментальными данными.
После 1993 года, когда Загинайченко возглавила научно-теоретическую группу «Физико-математические методы исследования твердых тел», в отделе № 67 ИПМ НАН Украины, она завершила многие научно-исследовательские работы, начатые в Днепропетроске. Один из плодов труда Загинайченко — разработанная статистико-термодинамическая теория концентрационно стимулированных структурных фазовых превращений с учетом влияния примеси третьего компонента замещения и внедрения, термических и структурных вакансий, бивакансий, комплексий и краудионов внедрения. Изучались физические явления и свойства поверхности кристаллов, дефекты структуры кристаллов и их влияние на свойства. Загинайченко с группой единомышленников создала ряд патентных работ в Украине (2002—2004). В 2001 г. с соавторами выпустила свою первую монографию «Фуллерены — основа материалов будущего», которая стала первой русскоязычной монографией о фуллеренах на всем пространстве СНГ. Тираж в 3500 экземпляров разлетелся в первые же месяцы, что требовало неоднократного переиздания книги. Загинайченко не только занималась научными исследованиями и изданием научных монографий, но и стала соавтором перевода книги с английского на украинский язык «Сонячно-Воднева Енергетика», которая стала первой подобной книгой на украинском языке в 2006 году.
Была знакома с такими учёными как Виктор Иванович Трефилов (Украина), Борис Евгеньевич Патон (Украина), Турхан Неджат Везироглу (США), Валерий Владимирович Скороход (Украина), Моше Рон (Израиль), Михаил Соломонович Блантер (Россия), Ф. Е. Вагнер (Германия), Б. Барановский (Польша), Д.К Росс (Великобритания), М. Керимов (Азербайджан), А. П. Шилов (Россия) и др.; с лауреатом Нобелевской премии за открытие фуллеренов Сэром Уoлтером Харольдом Крото (Великобритания); Эйдзи Осава (Япония), который предсказал существование фуллерена в 1971 году; В. Кретчмером (Германия) — первый, кто со своей командой в 1990 году разработал метод получения граммовых количеств фуллеренов путём испарения графитовых электродов в электрической дуге в атмосфере гелия при низких давлениях.

## Членство в профессиональных обществах
С 1989 по 2015 год была сопредседателем организационного комитета международных конференций «Водородное материаловедение и химия углеродных наноматериалов» (International Conferences «Hydrogen Materials Science and Chemistry of Carbon Nanomaterials»(ICHMS)). С 1992 г. стала членом международной ассоциации водородной энергетики (IAHE) в США. В 1994 году заняла должность зам. директора Института водородной и солнечной энергетики (IHSE). С 1995 г. член редколлегии журнала International Journal of Hydrogen Energy (США), с 2000 — член редколлегии журнала International Journal «New Materials for Electrochemical Systems» (Канада). С 1995 года член Нью-Йоркской академии наук. С 2004 — Вице-президент Ассоциации водородной энергетики в Украине (AHEU). С 2009 учредитель украинской ассоциации «Карбон». В 2010 — сопредседатель оргкомитета Международной конференции NATO Science «Carbon Nanomaterials in Clean-Energy Hydrogen Systems» («Углеродные наноматериалы в чистых энергетических водородных системах»). С 2014 г. почётный член Всемирной Ассоциации Энергетических Технологий (WAET).

## Награды и звания
В Институте национальной академии наук Украины Загинайченко многократно награждалась грамотами и благодарностями за достижение успехов в решении научных вопросов и за творческий подход при проведении научных исследований. В 1994 году решением Национального космического агентства Украины и Федерации космонавтики Украины за закрытые исследования в области водородной плазмы была награждена медалью имени академика М. К. Янгеля. В 1995 году решением Национального космического агентства Украины и Федерации космонавтики украины также за закрытые работы по разработке коррекции траектории микроспутника и водородного двигателя награждена медалью имени Ю. В. Кондратюка.

## Труды
Автор свыше 530 научных публикаций на разных языках, в том числе 8 монографий. Соавтор книги «Фуллерены — основа материалов будущего». В 2001 и 2004 годах были отмечены почетными грамотами научные монографии. В 2006 — соавтор перевода книги с английского языка на украинский «Сонячно-Воднева Енергетика. Сила, яка здатна врятувати Землю». Эта книга в 2006 г. была первой украинскоязычной книгой, позволившей восполнить нехватку знаний в данной области науки. 15 августа 2002 года Загинайченко с группой ученых зарегистрировала первый патент № 48455 в Украине под названием «Способ получения фуллеренов из растворов в толуоле» (МПК: C01B 31/02). 17 феврале 2003 года был патент № 54182 с названием «Способ изготовления гидридного электрода для металлогидридного химического источника тока» (МПК: H01M 6/00, H01M 4/58). В декабре 2004 года был зарегистрирован патент «Способ выделения фуллеренов из фуллеренсодержащей сажи».

## Семья
Мать Зинаида Альфредовна Матысина 1927 года рождения, заслуженный профессор Днепропетровского национального университета, доктор физико-математических наук в 90-летнем возрасте читала 4-часовые лекции и занималась научной деятельностью в ИПМ НАНУ.

## Увековечение памяти
В 2016 году в память о Загинайченко и к её 60-летию вышла научная монография «Статистическая теория фуллеритов и особенности их практического использования»
Памятные места:
- 2015 — могила Светланы Загинайченко и её брата Александра Юриевича Матысина находится в г. Днепр на «Запорожском» мемориальном кладбище.
- 2016 — установлена мемориальная доска Загинайченко в Институте национальной академии наук Украины (Киев), где она проработала 36 лет[2].
- 2017 — мемориальная доска Загинайченко установлена на доме в г. Днепре, пр. Дмитрия Яворницкого, дом 70, где она росла и работала более 29 лет[2].
- 2019 — готовится к открытию музей в честь Загинайченко в школе, где она училась (Днепр).[источник не указан 2107 дней]